# Wyższe Kursy dla Kobiet

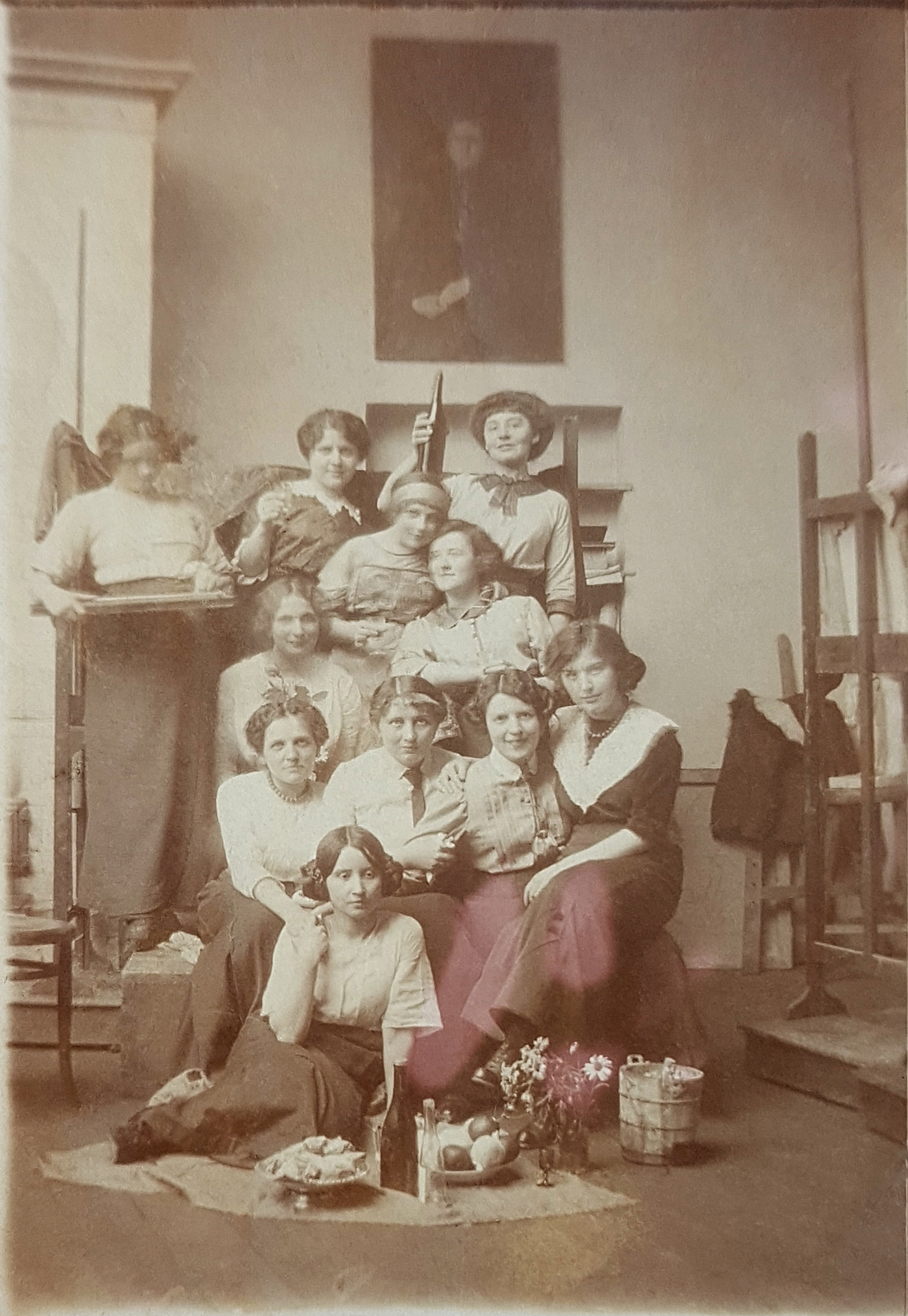
Wyższe Kursy dla Kobiet im. A. Baranieckiego. Halina Miączyńska w opasce na głowie, 1908-1914.

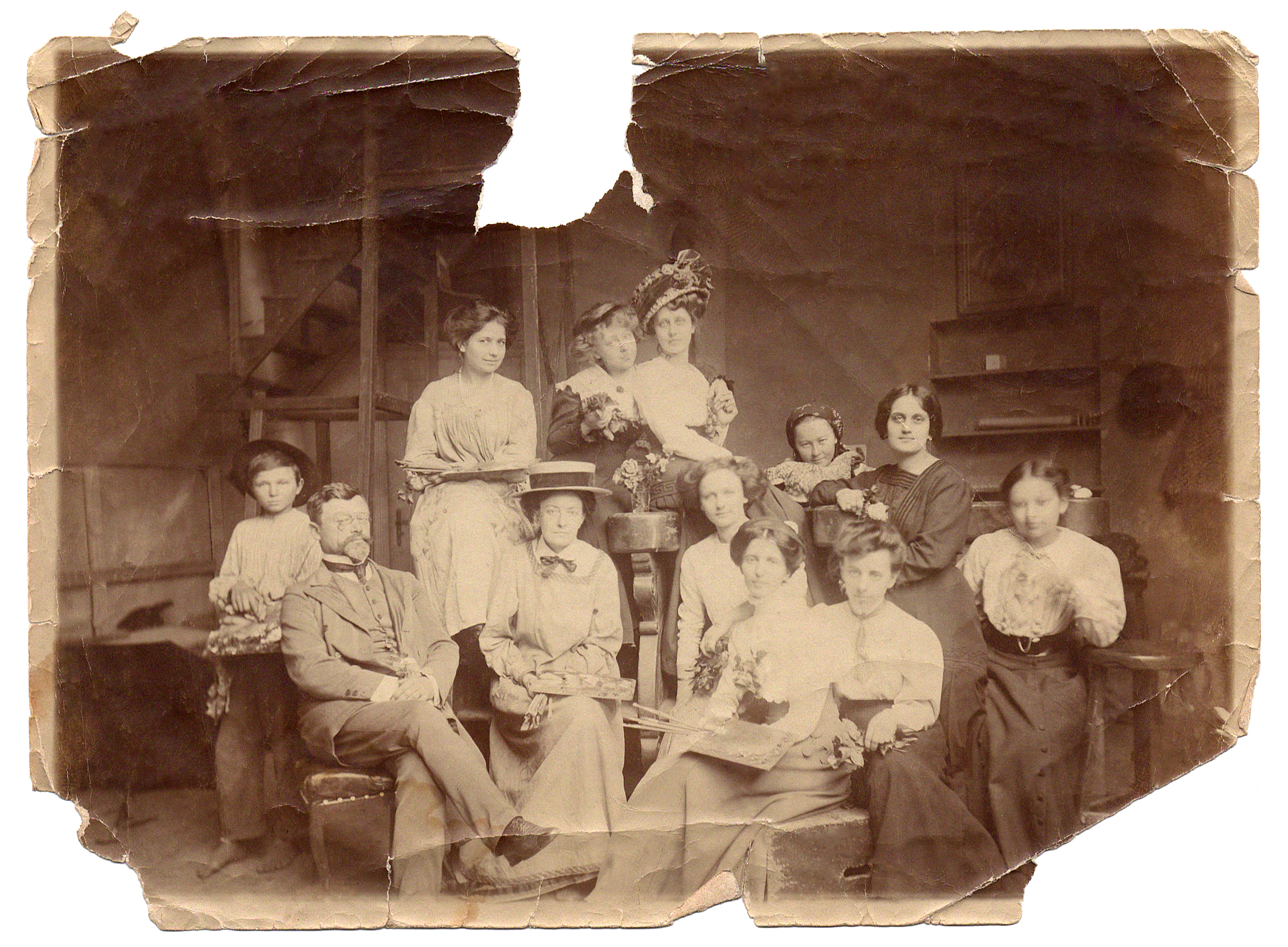
Wyższe Kursy dla Kobiet A. Baranieckiego. Uczennice z prof. W. Wodzinowskim 28 czerwca ok. 1908

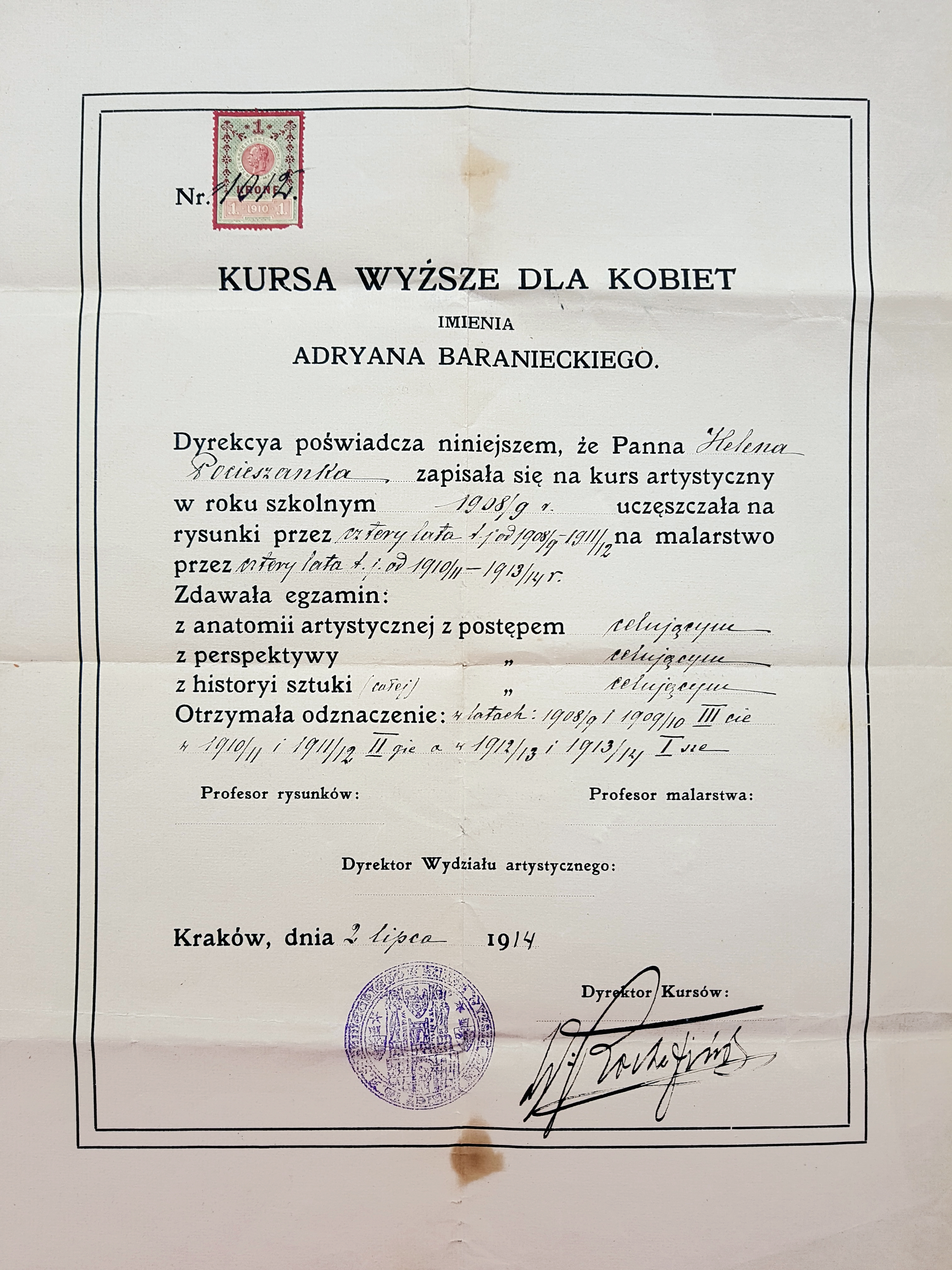
Świadectwo ukończenia Kursów Wyższych dla Kobiet im. A. Baranieckiego Haliny Pociechy (po mężu Miączyńskiej) z 1914 r.

Wyższe Kursy dla Kobiet im. A. Baranieckiego w Krakowie – rodzaj placówki naukowej, założonej w Krakowie w 1868 przez Adriana Baranieckiego (1828–1891) przy Muzeum Techniczno-Przemysłowym. 

Ambicją Baranieckiego było kształcenie kobiet, co nie spotykało się ze zrozumieniem mu współczesnych.

W kształceniu istotnym kobiet ukochałem przyszłość mego kraju.

Były utrzymywane ze środków własnych Baranieckiego i z wolnych datków. Nie przynosiły założycielowi żadnych dochodów, raczej do nich dokładał. Kursy umożliwiały kształcenie się kobietom, pozbawionym wówczas możliwości studiowania na wyższych uczelniach. Był to pierwszy takiego rodzaju zakład w Polsce.

Rok ośmnasty już się rozpoczął od chwili, gdy Dr Baraniecki, przy założonem przez siebie w Krakowie, Muzeum Techniczno-Przemysłowem urządził wykłady dla kobiet. Troskliwość, z jaką pospolicie bywają katedry osadzane, przystępność warunków przyjęcia do tego wyższego zakładu, ułatwienia wielorakie, których nie
szczędzi dla swych słuchaczek czcigodny założyciel a zarazem dyrektor tej instytucyi, sprawiają, iż niemała liczba kobiet szukała tam wiedzy głównie z innych dzielnic.
W następnych korrespondencyach nie omieszkam podawać większej ilości szczegółów o owym jedynym w swym rodzaju zakładzie na ziemi naszej.

Kursy podzielone były na wydziały: historyczno-literacki, przyrodniczy, artystyczny, gospodarczy i handlowy. Od nazwiska organizatora zwane były żartobliwie „Baraneum”. 
Kursy były dostępne dla kobiet w wieku od 16 lat, niezależnie od dotychczasowego wykształcenia, pochodzenia czy wyznania. Na kursy uczęszczało w niektórych latach do 200 słuchaczek, pochodzących nie tylko z Galicji, ale i z zaboru rosyjskiego. Kursy były prywatne, dlatego nie dawały żadnych uprawnień państwowych ani zawodowych.
W gronie wykładowców byli m.in. Jan Matejko, Stanisław Wyspiański i Lucjan Rydel. 
Absolwentką była m.in. Janina Giżycka. Uczennicami kursu artystycznego były m.in. Olga Boznańska, Aniela Pająkówna, Teofila Certowicz, Antonina Rożniatowska, Bronisława Rychter-Janowska, Olga Niewska, Natalia Milan, Halina Miączyńska, Jadwiga Gałęzowska i Maria Giżbert-Studnicka. Wydział Artystyczny planowano przekształcić w Szkołę Sztuk Pięknych dla Kobiet, aby zwolnić od obowiązku przyjmowania kobiet Szkołę Sztuk Pięknych (późniejsze ASP). 
Siedziba Kursów znajdowała się w Domu Nauczycielek przy ul. Karmelickiej 32. 
Po śmierci założyciela Kursy prowadzone były przez władze miasta Krakowa, mimo tego, że początkowo rada miasta odnosiła się do pomysłu negatywnie, twierdząc, że kształcenie sprowadza kobiety na bezdroża.

Odzywają się radcy publicznie ze zdaniem: „Kto nam będzie zrazy robił i barszcz gotował, te tradycyjne polskie potrawy: zatracimy nasze najistotniejsze cechy narodowe i religijne”. „Zamiast głupiej, potulnej niemieckiej „Gretchen”, która łatwo zahukać i wyzyskać – gotowa wyrosnąć kobieta równa nam inteligencyą, mająca poczucie swej osobistej godności i wartości wewnętrznej

W 1894 Uniwersytet Jagielloński dopuścił kobiety do grona studentów. Od tego czasu Kursy utraciły monopol na studia kobiet, przetrwały jednak do 1924.